# Urolophidae
Urolophidae é uma família de raias com 35 espécies reconhecidas, agrupadas em dois géneros. Ocorrem nos três principais oceanos e são exclusivamente marinhas. A maioria das espécies tem um ou mais espinhos na cauda.